# Quinta Santo António
Quinta Santo António (dt.: „Landgut des Heiligen Antonius“) ist ein Ortsteil der Hauptstadt São Tomé auf der Insel São Tomé im Inselstaat São Tomé und Príncipe. 2012 wurden 4299 Einwohner gezählt.

## Geographie
Der Ortsteil liegt im südlichen Bereich von São Tomé zwischen Vila Marreco, Vila Maria, São Gabriel, Bairro Verde und Água Arroz.
In dem Gebiet liegt auch das Instituto Superior Politécnico (ISP) der Universidade de São Tomé e Príncipe und der Sitz der Fernsehanstalt Santomean TV.